# Leimhol
Leimhol ist ein Ortsteil in Radevormwald im Oberbergischen Kreis im nordrhein-westfälischen Regierungsbezirk Köln in Deutschland.

## Lage und Beschreibung
Leimhol liegt im Westen von Radevormwald. Nachbarorte sind Leimholer Mühle, Herbeck und der Radevormwalder Stadtteil Bergerhof. Die Bebauung der Nachbarn Herbeck und Bergerhof reicht direkt bis an die Ortsgrenzen heran. Der Ort verfügt über eine zum Wander- und Radweg ausgebaute ehemalige Bahntrasse.
Im Nordosten des Ortes münden der Börkeler Bach und der Leimholer Siepen in den beim Ort Leimhol entspringenden Leimholer Bach. Dieser mündet bei Leimholer Mühle in die Uelfe.
Politisch im Stadtrat von Radevormwald vertreten wird der Ort durch den Direktkandidaten des Wahlbezirks 110.

## Geschichte
1514 wird in Kirchenrechnungen der reformierten evangelischen Kirchengemeinde Radevormwald der Ort erstmals unter der Bezeichnung „Lemhawlle“ genannt.
Von 1889 bis 1982 führte am Ort die Bahnstrecke der Wuppertal-Bahn (Kursbuchstrecke KBS 403) vorbei.

## Wander- und Radwege
Durch den Ort führen:
- die Radwege R1 und R2
- der vom Parkplatz Uelfebad ausgehende Rundwanderweg A5